# Belichthys
Belichthys è un genere di pesci ossei estinto appartenente ai condrostei. Visse nel Triassico medio (circa 242 - 240 milioni di anni fa) e i suoi resti fossili sono stati ritrovati in Australia. 

## Descrizione
Questo pesce di piccole dimensioni solitamente non superava la lunghezza di cinque centimetri. Era dotato di un corpo allungato e snello; la testa era allungata e il muso arrotondato e corto. Gli occhi erano grandi e posti in posizione molto avanzata. La pinna dorsale era appuntita e situata all'incirca a metà del corpo, pressoché opposta alle piccole pinne pelviche. La pinna caudale, eterocerca, era dotata di lobi appuntiti e stretti; il lobo superiore era più lungo di quello inferiore, e i raggi della pinna non coincidevano con il termine del lobo: in questo modo la coda sembrava essere dotata di una sorta di "spada" che usciva dal lobo superiore. Le scaglie che ricoprivano il corpo di Belichthys erano piccole e di forma romboidale.

## Classificazione
Belichthys venne descritto per la prima volta da R. T. Wade nel 1935, sulla base di resti fossili ritrovati nella zona di Brookvale, nel Nuovo Galles del Sud in Australia. La specie tipo è Belichthys minimus, ma Wade descrisse altre due specie appartenenti a questo genere, B. longicaudatus e B. magnidorsalis, sulla base di alcune differenze anatomiche riguardanti le pinne dorsali e caudali; è possibile che queste specie siano semplici varianti intraspecifiche. 
Belichthys è stato originariamente classificato tra i paleonisciformi, un gruppo molto eterogeneo di pesci ossei arcaici che svariate revisioni hanno dimostrato essere parafiletico. Non è chiaro a quale gruppo di pesci appartenesse Belichthys; di certo faceva parte di una radiazione evolutiva di pesci condrostei del Triassico.

## Paleoecologia
Nel giacimento di Brookvale sono stati ritrovati numerosissimi fossili di Belichthys; probabilmente questo piccolo pesce era un predatore che si nutriva di piccoli animali e abitava gli specchi di acqua dolce in gran numero.